# Carl Lambère
Carl Lambert Lambère, född 2 september 1864 i Eksjö stadsförsamling, Jönköpings län, död 24 maj 1929 i Eksjö stadsförsamling, Jönköpings län, var en svensk organist, kantor och musiklärare.

## Biografi
Lambère, som var musikdirektör, blev 1897 vikarierande musiklärare vid läroverket i Visby och 1898 domkyrkoorganist där. Han blev 1900 övningslärare vid Södra Latin i Stockholm. Han var medredaktör för Normal-sångbok för Svenska skolor och Ny normal-sångbok för Svenska skolor (1913). Han översatte och bearbetade Paul Boepples Den musikaliska begåvningens element: Preparationer för sångundervisningen i skolorna utarbetade efter Jacques-Dalcroze-metodens grundsatser (1916) från tyska. Lambère invaldes som associé av Kungliga Musikaliska Akademien 1917.